# Alejandro Baillères
Alejandro Baillères Gual (mayo de 1960, México) es un empresario mexicano, reconocido por su asociación con el Grupo Nacional Provincial de México (del cual es director ejecutivo), con las Industrias Peñoles y con el Grupo BAL.

## Biografía
Baillères Gual es hijo del empresario Alberto Baillères, presidente del Grupo BAL y principal accionista de El Palacio de Hierro, GNP Seguros y Grupo Peñoles. Realizó sus estudios universitarios en Stanford.
Actualmente oficia como director de las Industrias Peñoles y del Grupo BAL (empresas propiedad de su padre), y de la compañía minera Fresnillo plc.